# Leszno Górne (stacja kolejowa)
Leszno Górne – stacja kolejowa w Lesznie Górnym, w województwie lubuskim, w Polsce. Znajdują się tu 2 perony.

## Ruch pasażerski
| Rok   | Wymiana pasażerska na dobę |
| ----- | -------------------------- |
| 2017  | 50-99                      |
| 2023. | 50-99                      |

## Połączenia
- Legnica
- Tuplice
- Wrocław Główny
- Żagań
- Żary